# Olszewo (Nidzica)
Olszewo (deutsch Groß Olschau, 1935 bis 1938 Olschau, 1938 bis 1945 Struben) ist ein Dorf in der polnischen Woiwodschaft Ermland-Masuren. Es gehört zur Gmina Nidzica (Stadt- und Landgemeinde Neidenburg) im Powiat Nidzicki (Kreis Neidenburg).

## Geographische Lage
Olszewo liegt im Südwesten der Woiwodschaft Ermland-Masuren, vier Kilometer südwestlich der Kreisstadt Nidzica (deutsch Neidenburg).

## Geschichte
Das kleine Dorf Groß Olschau fand nicht zuletzt durch eine zwei Kilometer nördlich gelegene Ziegelei überregionale Bedeutung. 1874 kam das Dorf zum neu errichteten Amtsbezirk Saberau (polnisch Zaborowo) im ostpreußischen Kreis Neidenburg.
Im Jahre 1910 waren in Groß Olschau 104 Einwohner gemeldet. Ihre Zahl stieg bis 1933 auf 456.
Aufgrund der Bestimmungen des Versailler Vertrags stimmte die Bevölkerung in den Volksabstimmungen in Ost- und Westpreußen am 11. Juli 1920 über die weitere staatliche Zugehörigkeit zu Ostpreußen (und damit zu Deutschland) oder den Anschluss an Polen ab. In Groß Olschau stimmten 61 Einwohner für den Verbleib bei Ostpreußen, auf Polen entfielen fünf Stimmen.
Am 1. Oktober 1935 erfolgte der Zusammenschluss der Gemeinden Groß Olschau und Klein Olschau (polnisch Olszewko) zur Gemeinde Olschau, zu der auch die Ortschaften Heidemühle (polnisch Borowy Młyn) und Karlshöhe (Rozdroże) gehörten.
Aus politisch-ideologischen Gründen der Abwehr fremdländisch erscheinender Ortsnamen wurde Olschau am 3. Juni – amtlich bestätigt am 16. Juli – 1938 in „Struben“ umbenannt. Die Einwohnerzahl belief sich 1939 auf 447.
Struben wurde 1945 in Kriegsfolge mit dem gesamten südlichen Ostpreußen an Polen überstellt. Das Dorf erhielt die polnische Namensform „Olszewo“ und ist heute als Sitz eines Schulzenamts (polnisch Sołectwo) eine Ortschaft im Verbund der Gmina Nidzica (Stadt- und Landgemeinde Neidenburg) im Powiat Nidzicki (Kreis Neidenburg), bis 1998 der Woiwodschaft Olsztyn, seither der Woiwodschaft Ermland-Masuren zugehörig. Die Zahl der Einwohner Olszewos belief sich im Jahre 2011 auf 512.

## Kirche
Olschau resp. Struben war bis 1945 in die evangelische Pfarrkirche Neidenburg in der Kirchenprovinz Ostpreußen der Kirche der Altpreußischen Union sowie in die römisch-katholische Pfarrkirche Neidenburg im damaligen Bistum Ermland eingegliedert. Heute gehört Olszewo katholischerseits zur Kirche Mariä Empfängnis und St. Adalbert Nidzica im jetzigen Erzbistum Ermland, evangelischerseits zur Heilig-Kreuz-Kirche Nidzica in der Diözese Masuren der Evangelisch-Augsburgischen Kirche in Polen.

## Verkehr
Olszewo liegt an einer Nebenstraße, die die Stadt Nidzica (Neidenburg) mit Kozłowo (Groß Koslau, 1938 bis 1945 Großkosel) verbindet. Außerdem führt von den Nachbarorten Kanigowo (Kandien) und Borowy Młyn (Heidemühle) eine Nebenstraße direkt in das Dorf. Kozłowo ist die nächste Bahnstation und liegt an der Bahnstrecke Działdowo–Olsztyn (deutsch Soldau–Allenstein).